# 郜若素
郜若素（Ross Garnaut，1946年7月—），澳大利亚经济学家，前駐華大使，现任澳洲國立大學亞太經濟管理學院主任。出生于澳洲珀斯，毕业于澳洲國立大學，获经济学学士和博士学位。

## 簡歷
1975年至1976年，任巴布亞新幾內亞財務部第一助理秘書長（一般金融和經濟政策）。
1981年至1983年，任東盟與澳洲的經濟關係研究計劃研究室主任。
1983年至1985年，任澳洲第23任總理霍克的高级经济顾问。
1985年至1988年，任澳洲驻中国大使。
1988年至1995年，任西澳銀行董事长。
1989年至1994年，任澳洲基础工业银行（Primary Industry Bank of Australia Ltd）董事长。
1998年，任亞太經濟管理學院基金會董事。

## 氣候變化檢討
於2007年4月30日，澳洲政府在陸克文（陸克文後來在2007年11月24日當選總理）要求下，任命郜若素審查氣候變化對澳洲經濟的影響，並建議中、長遠的政策和政策框架，以實現可持續繁榮。該報告定於2008年9月30日發表，而報告的草案可望於2008年6月30日發表。在收到郜若素的報告前，總理陸克文致力於澳洲批准京都议定书。

## 外部連結
- 21世紀论坛 （页面存档备份，存于）
- （英文）Academic Staff, Research School of Pacific and Asian Studies, The Australian National University （页面存档备份，存于）